# Oreshnik
Oreshnik (tiếng Nga: Орешник, có nghĩa là cây phỉ) theo Tổng thống Nga Vladimir Putin thì đó là một loại tên lửa đạn đạo tầm trung (IRBM) của Nga. Loại tên lửa này được cho là có tốc độ cao hơn Mach 10 (12,300 km/h; 7,610 mph; 3.40 km/s) theo quân đội Ukraina, với sáu đầu đạn được cho là được trang bị sáu đầu đạn phụ từ đó điều đó làm cho việc đánh chặn trở nên rất khó khăn. Phó Thư ký báo chí Lầu Năm Góc Sabrina Singh, mô tả Oreshnik là một biến thể của tên lửa đạn đạo bán tự động RS-26 Rubezh của Nga. 

## Sử dụng
Vào ngày 21 tháng 11 năm 2024, trong Chiến tranh Nga-Ukraina, tên lửa Oreshnik lần đầu tiên được sử dụng trong chiến đấu trong một cuộc tấn công mà Nga cho biết là nhằm vào cơ sở PA Pivdenmash ở thành phố Dnipro của Ukraina. Trước khi xác nhận việc sử dụng tên lửa Oreshnik, cuộc tấn công ban đầu được Ukraina tuyên bố là được thực hiện bằng tên lửa đạn đạo xuyên lục địa. Oreshnik được cho là sử dụng một tải trọng Phương tiện tái nhập mục tiêu độc lập nhiều mục tiêu (MIRV), được thể hiện trong đoạn phim chưa được xác minh về cuộc tấn công. Tên lửa này được phóng đi từ tỉnh Astrakhan, có thể là từ thao trường Kapustin Yar. Một chuyên gia tại Trung tâm Nghiên cứu Chiến lược và Quốc tế (CSIS) cho biết khả năng phóng nhiều đầu đạn của tên lửa này khác biệt với các tên lửa có khả năng hạt nhân khác đã được sử dụng chống lại Ukraina và khiến việc đánh chặn trở nên cực kỳ khó khăn. Một nhà phân tích quân sự Ukraine tuyên bố rằng hệ thống phòng không của Ukraina hoàn toàn không có khả năng đánh chặn tên lửa này và không thể phát hiện ra nó khi nó di chuyển qua tầng khí quyển trên. Các quan chức Hoa Kỳ lưu ý rằng tên lửa này vẫn đang trong giai đoạn thử nghiệm và Nga chỉ sở hữu một số ít và vì vậy kiểu đánh này khó có thể được triển khai thường xuyên chống lại Ukraina.